# Синафир
Синафир (араб. جزيرة صنافير‎ Ğazīrat Ṣanāfīr) — остров в проливе Эт-Тиран к востоку от острова Тиран. Принадлежит Саудовской Аравии. Площадь острова составляет 33 км². Необитаем.

## История
По словам египетского представителя на 659-м заседании Совета Безопасности ООН 15 февраля 1954 года, «во время Второй мировой войны египетские войска на Тиране и Санафире были частью Египетской армии по охране Суэцкого канала». На этом же заседании представитель Египта заявил, что Тиран и Санафир являются неотъемлемой частью территории Египта, так как они были под египетской властью с 1906 года.
В апреле 2016 года правительства Египта и Саудовской Аравии достигли соглашения о передаче островов Тиран и Санафир Эр-Рияду. Египет рассчитывал, что Саудовская Аравия, получив спорные острова, построит через них мост в Египет. Но до ратификации соглашения в египетском парламенте дело не дошло: в июне 2016 года административный суд Египта признал соглашение недействительным, в январе 2017 года высший административный суд подтвердил это решение. Истцам удалось доказать, что острова Тиран и Санафир входят в состав Египта с 1906 года, когда было заключено соглашение между Османской империей и Египтом о передаче Синайского полуострова в состав последнего.
24 июня 2017 года президент Египта Абдель Фаттах ас-Сиси ратифицировал соглашение о демаркации морской границы, согласно которому Саудовской Аравии отходят острова Тиран и Санафир в Красном море. После подписания главой государства договор с Эр-Риядом вступает в силу. За неделю до этого соглашение с Эр-Риядом ратифицировал египетский парламент.